# گرابوویه
گرابوویه (به لهستانی:  Grabowie) یک روستا در لهستان است که در گمینا ویلگومونه واقع شده‌است.